# Гидротехника
Гидроте́хника (от гидро и техника) — отрасль науки и техники, охватывающая вопросы использования, охраны водных ресурсов и борьбы с вредным действием вод при помощи гидротехнических сооружений (см. Дамба).
Гидротехника имеет следующие основные применения (в зависимости от обслуживаемой отрасли водного хозяйства):
- Гидроэнергетика (использование кинетической энергии воды);
- транспорт (обеспечение судоходства и лесосплава по водным путям);
- сельское хозяйство (орошение, обводнение и осушение сельскохозяйственных земель);
- водоснабжение населения, транспортных и промышленных предприятий;
- разведение рыбы (создание водоёмов для нереста рыбы, её искусственного разведения и др.);
- рекреация (реки, озера, пруды — излюбленное место отдыха людей);
- защита населённых пунктов, промышленных объектов, линий транспорта, связи, различных сооружений от вредного действия водной стихии.
- преобразование окружающей среды — строительство плотин изменяет режим движения воды (изменение скорости движения воды приводит к тому, что горные реки могут превратиться в равнинные, очиститься от взвешенных частиц; изменится льдообразование; другой биоценоз: другие сорта рыб), скопления больших масс воды делает климат более влажным, мягким, приводит к наведённой сейсмичности.

В большинстве случаев использование вод носит комплексный характер, то есть одновременно решается несколько водохозяйственных задач. Примерами многостороннего использования водных ресурсов могут служить канал имени Москвы, Волго-Донской комплекс, гидроузлы на реках Волга, Днепр, Дон, Енисей и др.

## История гидротехники
История гидротехники начинается с древних времён.
Потребность в орошении полей привела к появлению гидротехники.

### Сад эль Кафара
В Египте неподалёку от Вад эль Гарави сохранились останки плотины, сооружённой в 27 столетии до нашей эры. Это была каменная плотина с ядром из гравия. Высота её составляла 14 м, длина гребня — 113 м. Поверхность её была облицована вырезанным камнем.
Основным предназначением её было сдерживание наводнений. Тем не менее она так и не была введена в эксплуатацию. Её центральная часть была разрушена наводнением, которое произошло на последнем этапе строительства. Дело в том, что строители не предусмотрели отводных каналов для реки на время строительства, а ядро её не было в достаточной мере защищено от эрозии. Последствия аварии были столь серьёзными, что последующие 8 веков египтяне не предпринимали строительства никаких плотин.

### Мариб
Сооружение плотины Мариб на реке Данах в Йемене началось приблизительно в 510 году. Время завершения строительства точно неизвестно. Основная часть плотины представляла собой насыпь высотой 20 и длиной 510 метров с достаточно крутыми откосами. Дороги на гребне плотины не было. Наращивание производилось слоями, но не вертикальными, как это принято сегодня, а параллельно откосам, что упрощало задачу. По краям дамбы находились два внушительных водостока. Тем не менее, дамба справлялась только с умеренными наводнениями и часто не выдерживала наводнений обеспеченностью раз в 50 лет. Последний раз она была разрушена, на этот раз без восстановления, спустя 13 веков после своего строительства. 50 000 людей, которые зависели от нормального функционирования плотины, вынуждены были переселиться.

### Гидростроитель Юй
В середине третьего тысячелетия до н. э. Китай был высокоцивилизованным государством. Из этого времени к нам пришла легенда об инженере-гидростроителе — великом Юе. Люди селились вдоль рек и испытывали много бед от наводнений. В 2283 г. до н. э. (время императора Яо) Юй предложил проекты регулирования рек. Им были разработаны методы очистки и углубления русла рек, прокладки каналов. Осуществление проекта заняло 8 лет. Юй стал известен во всём государстве, а после смерти императора Яо был избран императором. Постепенно память о Юе превратилась в культ: по берегам рек и каналов ставили многочисленные храмы, посвящённые великому Юю — Патрону гидростроительства.